# Station Unkel
Station Unkel is een spoorwegstation in de Duitse plaats Unkel.